# Pjotr Alexandrowitsch Druschinin

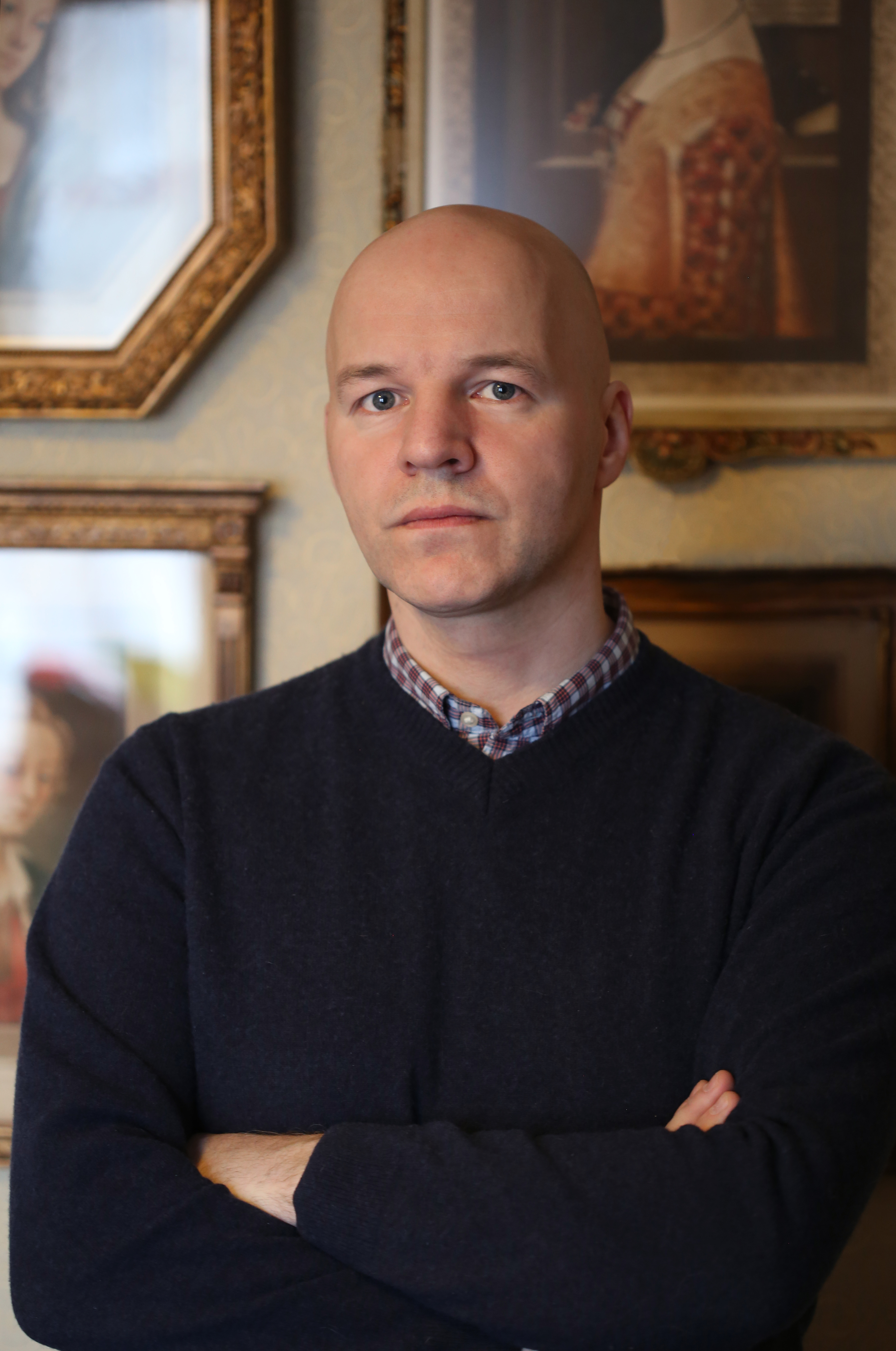
Pjotr Druschinin

Pjotr Alexandrowitsch Druschinin (russisch Петр Александрович Дружинин, Petr Aleksandrovič Druzhinin); * 29. März 1974 in Moskau ist ein russischer-israelischer Historiker und Schriftsteller, Buchwissenschaftler sowie Experte für antiquarische Bücher und Manuskripte.

## Werdegang
Druzhinin schloss 1996 sein Studium der Kunstgeschichte an der Staatlichen Stroganow Universität für angewandte Kunst in Moskau ab. 1999 bis 2002 besuchte er die Graduiertenschule an der Staatlichen Technischen Universität MIREA, Institut für Festkörperphysik (Die Geschichte der Physik), Moskau.
2006 bis 2009 promovierte er an der Russischen Staatlichen Geisteswissenschaftlichen Universität, Moskau, mit dem Thema Wappenkunde und Einbandkunde des 17. bis 20. Jahrhunderts. 2013 war er Forschungsstipendat an der University of Sheffield, Großbritannien. Thema des Forschungsprojekts war „Die Reise des Codex Sinaiticus von der Sowjetunion nach Großbritannien“. 2014 erhielt er den Efim-Etkinds-Preis, Europäische Universität Sankt Petersburg, Russland „für herausragende Beiträge zu den wissenschaftlichen, kulturellen und literarischen Beziehungen zwischen Russland und dem Westen“ in seinem Buch „Die Ideologie und Philologie“ Band 1–2. 2016 erhielt er die Medaille Udo Ivask und Ehrenurkunde der Internationalen Vereinigung der Ex-Libris-Gesellschaften „für herausragende Beiträge zur Exlibris Studie“ für eine Reihe von Monographien in der Buchwissenschaft.

## Aktivitäten
Seit 1990 hatte Peter Druzhinin verschiedene Positionen in den Abteilungen der alten Bücher, Handschriften und Kupferstichen der Auktionshäuser in Moskau inne. Er startete als Auszubildender und stieg allmählich in höhere auf, bis er schließlich seit 2006 als Chefexperte in den Moskauer Auktionshäusern fungiert. Derzeit gilt Druzhinin als einer der angesehensten russischen Spezialisten auf dem Gebiet der alten Bücher und Manuskripte. Er ist zudem ein Sammler seltener russischer alter Bücher und europäischer Kupferstiche. Einer der bedeutendsten Sammler antiker Bücher und Manuskripte im modernen Russland.

## Akademische Arbeit
Druzhinin hat mehr als zehn Bücher und viele Artikel über Themen wie z. B. die Geschichte der Geisteswissenschaften und die Historische Hilfswissenschaften, die Wissenschaftsgeschichte, die Judenfeindlichkeit in der Sowjetunion geschrieben. Diese wurden in den wissenschaftlichen Fachzeitschriften wie Russische Literatur, Physik-Uspekhy (Fortschritte der Physik), Neuer literarischer Beobachter, Historical Studies in the Natural Sciences, und in dem Jahrbuch der Russische Akademie der Wissenschaften Kulturdenkmäler: neue Entdeckungen publiziert.
Wissenschaftliche Beachtung fand das Buch Bücher Friedrichs des Großen (2004), das die Ergebnisse vieler Jahre der Suche und wissenschaftliche Beschreibungen der von Friedrich dem Großen gedruckten Bücher zusammenfasste, die dem König selbst gehörten. Diese kostbaren Bücher wurden in einer kleinen Anzahl von Exemplaren gedruckt und in den königlichen Palästen in Berlin, Potsdam, Charlottenburg und Breslau aufbewahrt. 1945 wurden sie als Trophäen in die Sowjetunion gebracht und verstreut. Der Anhang zu dem Buch veröffentlichte einen unbekannten handschriftlichen Kommentar von Voltaire zu den Werken Friedrichs des Großen, der von Peter Druzhinin gefunden wurde.
Druzhinin leistete einen ernsthaften Beitrag zur Geschichte der Chemie: 2019 legte er erstmals das genaue Datum für die Veröffentlichung des Periodensystems durch den russischen Chemiker Dmitri Mendelejew fest, ebenso wie das genaue Datum für dessen Erstveröffentlichung herausragende Entdeckung in Europa (in Deutschland). Damit wurde endlich Klarheit in die Chronologie der Entdeckung des Periodengesetzes, eines der Hauptgesetze der Naturwissenschaft, gebracht.

## Veröffentlichungen
- Knizniy pereplet i superexlibris… (Einbandkunde und Angewandte Kunst), 1994.
- Poliarnaia biblioteka Borisa Aleksandrovicha Kremera: bibliograficheskoe opisanie. (Der Katalog der Polarbibliothek von Boris Kremer). Russische Geographische Gesellschaft, 1999, ISBN 5-93646-002-9.
- Russkij geral'dičeskij superėkslibris. (Das Wappenbuch des russischen Bibliophilen). 2000, ISBN 5-93646-003-7.
- Dvorec sovetov : proekt akademika A. V. Ščuseva. (Der Palast der Sowjets: Alexei Schtschussew Projekt). 2001, ISBN 5-93646-018-5.
- Neizvestnye pisʹma russkich pisatelej knjazju Aleksandru Borisoviču Kurakinu. 1752–1818. (Unbekannte Briefe russischer Schriftsteller an Prinz Alexander Kurakin. 1752–1818). 2002, ISBN 5-94926-001-5.
- Knigi Fridricha Velikogo : ili opisanie kollekcii sočinenij i izdanij prusskogo korolja … (Bücher Friedrich des Großen oder Beschreibung einer Sammlung der Bücher durch den König von Preußen geschrieben und in seiner Lebenszeit veröffentlicht …). 2004, ISBN 5-94926-004-X.[16]
- Sobranie russkich gravirovannych portretov v kollekcii G. N. Gennadi. (Der Katalog der Kupferporträts russischer Personen aus der Grigoriy Ghennady Sammlung). 2004, ISBN 5-94926-005-8.
- Bücher auf Autographen aus der Bibliothek von prof. G. Makogonenko in Zusammenarbeit mit Alexander Sobolev, 2006, ISBN 5-94926-008-2.
- Die Liste von Rittern des Russischen Ordens, 1699–1796, von Nicolai de Bantysh-Kamenskiy, 1813, neu überarbeitete und korrigierte Ausgabe, 2006, ISBN 5-94926-007-4.
- Das allgemeines Wappenbuch des Adels des Russischen Reiches, t. 1–10, 1799–1840, neue überarbeitete Ausgabe, 2009, ISBN 978-5-904007-02-7.
- Ideologie und Philologie: Leningrad, die 1940er Jahre. Dokumentarische Umfrage, Band 1–2, 2014, ISBN 978-5-86793-981-6. (Digitalisat)
- Wappenkunde und Alte Bücher: Ausgewählte Werke, Band 1–2, 2014, ISBN 978-5-904007-07-2.
- Delo Konstantina Azadovskogo: dokumentalʹnoe issledovanije. (= Ideologija i filologija. 3). (Der Fall von Konstantin Azadovskii. Dokumentarische Umfrage). 2016, ISBN 978-5-4448-0557-2.[17]
- Spiski kavaleram rossijskich ordenov, 1966–1796: Svjatogo Andreja Pervozvannogo, Svjatoj Ekateriny, Svjatogo Aleksandra Nevskogo, Svjatoj Anny. (Die Liste von Rittern des Russischen Ordens, 1699–1796, von Nicolai de Bantysh-Kamenskiy, 1813). neu überarbeitete, korrigierte und erweiterte Auflage. 2018, ISBN 978-5-904007-16-4.
- Zagadka Tablitsy Mendeleeva: Istoriya publikatsii otkritiya Mendeleevym Periodicheskogo zakona (Mendelejews Periodensystem enigma). 2019, ISBN 978-5-4448-0976-1.
- Pyotr Druzhinin's and Alexander Sobolev's Rare Book Collection: A Catalogue (Museum des alte Büchern von Peter Druzhinin und Alexander Sobolev. Kommentierter wissenschaftlicher Katalog herausragender Schriftdenkmäler des 15. – frühen 20. Jahrhunderts). Band 1–3, 2021, ISBN 978-5-387-01646-2.
- The Soviet Suppression of Academia: The Case of Konstantin Azadovsky. (Bloomsbury Academic) (Die sowjetische Unterdrückung der Wissenschaft: Der Fall von Konstantin Azadovsky), 2022, ISBN 978-1-350-13613-7.